# George Saunders
George Saunders (født 2. december 1958 i Amarillo, Texas) er en amerikansk forfatter af noveller, essays, børnebøger og romaner. Han har skrevet for The New Yorker, Harper's, McSweeney's og GQ samt tidligere for The Guardian. Han vandt i 2017 Bookerprisen for sin første egentlige roman, Lincoln in the Bardo.
Han er ansat ved Syracuse University og har ud over Bookerprisen vundet en række priser, blandt andet National Magazine Awards for fiktion i 1994, 1996, 2000 og 2004 samt andenprisen i O. Henry Award 1997. Hans første historiesamling, CivilWarLand in Bad Decline var finalist i Pen/Hemingway Award i 1996. Han har desuden vundet World Fantasy Award i 2006 for novellen "CommComm". Han blev samme år udnævnt til MacArthur-fellow, med hvilken der fulgte $500.000.

## Opvækst og uddannelse
Saunders blev født i Amarillo i Texas og voksede op i en forstad til Chicago. Efter at have taget sin high school-eksamen i Oak Forest tog han en bachelorgrad som geofysisk ingeniør på Colorado School of Mines i Golden. Han har siden sagt om sin naturvidenskabelige baggrund, at "... årsagen til en eller anden form for originalitet, som måske findes i min fiktionsskrivning, kan nok findes i denne atypiske baggrund: Basalt set arbejder jeg ineffektivt med fejlbehæftede redskaber i en tilstand, som jeg ikke har tilstrækkelige kundskaber til virkeligt at forstå. På samme måde som hvis man satte en svejser til at designe kjoler." I 1988 tog han en M.A. i kreativ skrivning fra Syracuse University. Under denne del af sin uddannelse mødte han Paula Redick, der var medstuderende og som blev hans hustru: "vi [blev] forlovet efter bare tre uger; det var rekord for uddannelsen i kreativ skrivning på Syracuse - en rekord, der så vidt jeg ved, stadig er gældende," har Saunders senere skrevet.

## Karriere
I perioden 1989-1996 arbejdede Saunders som teknisk skribent og geofysisk ingeniør for Radian International, et miljøteknikfirma i Rochester, New York. Han arbejdede en overgang med et hold olieborere på Sumatra. I 1996 udsendte han sin første bog, CivilWarLand in Bad Decline bestående af nogle noveller og en kortroman. Siden 1997 har George Saunders været ansat på Syracuse University som underviser i kreativ skrivning, mens han samtidig har skrevet og udsendt såvel fiktion som non-fiktion.
Saunders' fiktion fokuserer ofte på det absurde i forbrugerismen, virksomhedskultur og massemediernes rolle. Mange kritikere fremhæver den satiriske tone i hans udgivelser, men han behandler også moralske og filosofiske emner. Det tragikomiske element i hans værker har fået nogle til at sammenligne ham med Kurt Vonnegut, som har været blandt inspirationskilderne hos Saunders.
Ben Stiller købte filmrettighederne til CivilWarLand in Bad Decline i slutningen af 1990'erne, der dog endnu ikke er blevet til en film. Saunders har skrevet enkelte filmmanuskripter.
Saunders betragtede sig som objektivist, da han var i tyverne, men frastødes nu af denne filosofi, som han sammenligner med en nykonservativ tankegang. Han har i stedet fordybet sig i nyingma-buddhisme.